# Aktoúnda (Réthymnon)
Aktoúnda, en grec moderne : Ακτούντα, est un village du dème d'Ágios Vasílios, de l'ancienne municipalité de Lámpi, dans le district régional de Réthymnon, en Crète, en Grèce. Selon le recensement de 2011, la population d'Aktoúnda compte 74 habitants. Le village est situé à une distance de 37 km de Réthymnon et à une altitude de 640 mètres, sur les pentes du mont Sidérota.

## Recensements de la population
| Recensements | 1583 | 1881 | 1900 | 1928 | 1940 | 1951 | 1961 | 1971 | 1981 | 1991 | 2001 | 2011 |
| ------------ | ---- | ---- | ---- | ---- | ---- | ---- | ---- | ---- | ---- | ---- | ---- | ---- |
| Population   | 133  | 173  | 224  | 222  | 246  | 258  | 209  | 118  | 90   | 99   | 70   | 74   |

## Source de la traduction
- (el) Cet article est partiellement ou en totalité issu de l’article de Wikipédia en grec moderne intitulé « Ακτούντα Ρεθύμνης » (voir la liste des auteurs).